# كأس كاجولز 1931–32
كأس كاجولز وهي البطولة الثامنة بعد أن بدأت البطولة موسم 1923/1924 وفاز بلقبها فريق اللاسلكي.